# Action Man

Action Man es un juguete producido por dos compañías, Hasbro y Palitoy, que ha dado origen a una serie de productos derivados. El personaje es especialista en desafíos y exhibiciones de deportes extremos y a la vez es agente secreto. 
Action Man surge en 1966, dos años después del lanzamiento de G.I. Joe, como una versión adaptada al mercado europeo, pues tras las dos guerras mundiales, los conceptos bélicos no eran muy bien aceptados en Europa. Es por ello que Action Man toma las características de un agente secreto. 
Existen dos líneas bajo este nombre, la de la compañía Hasbro, que produce diversos productos de un personaje (la mayoría en 12 pulgadas) que recibe ese nombre y la que nos ocupa, que se refiere a la línea de artículos G.I. Joe de Hasbro, que se licenciaron a principios de los años 80 en Europa, principalmente en Inglaterra, a la compañía Palitoy.
Esta compañía tomó moldes originales de vehículos y figuras de G.I. Joe, para crear personajes de la Action Force, equipo del cual además se editaron cómics. Hay que destacar que Action Force y G.I. Joe llegaron a coexistir en crossovers.
A diferencia del Equipo Joe, Action Force tenía como enemigos a los Red Shadows, aquí hay una pequeña lista de las figuras que se reutilizaron y su correspondiente de Action Force
Scarlett-Quarrel; Short Fuze-Moondancer; Stalker-Shimik; Cobra Commander-Red Laser; Destro-Red Jackal
Los vehículos reutilizados más populares son:
- A.P.C.
- Mobat
- Sky Striker
- V.A.M.P.

Además de emplear moldes de Hasbro, Palitoys creó figuras propias, articuladas como las figuras de Star Wars, y vehículos completamente originales, como el Triad Fighter.

## Lemas
- El verdadero hombre de acción
- El héroe más grande de todos los tiempos

Conceptualmente, Action Man siempre tuvo rivales entre los cuales se encuentran:
- Dr. X: Un genio malévolo que toma algunas características del Dr. Mindbender de la serie de G.I. Joe de los 80, pero muy enfocado en la utilización de todo tipo de artefactos en sus malvados planes de dominación mundial.
- Profesor Gangrena: Un mutante experto en biotecnología a quien no le importa contaminar el medio ambiente para lograr sus planes.

## Series televisivas
Action Man obtuvo en su haber 3 series televisivas: Action Man (1995), Action Man CG (2000), y Action Man A.T.O.M (2005).

## ActionMan
Hecha caricatura en 1995, con tintes más estilo cómic. Con 2 temporadas de 26 episodios en total.

## Action Man CG
Serie realizada en el 2000 bajo la producción de Main Frame entretaiment (conocida ahora como remaker ent). Con 26 episodios fue cancelada tras la muerte de Todd HalFord productor y colaborador de la serie, quien perdiera la vida en un accidente automovilístico en el 2001.
La serie fue basada en la vida de Álex Mann, quien afectado por una sustancia logró obtener la habilidad de "predecir" la reacción a una acción que lo ayudara a resolver una situación peligrosa.
Consta de 3 compañeros quienes le ayudan a ganarse la vida en participar en juegos extremos alrededor del mundo al mismo tiempo que combaten al Doctor X y los demás villanos.

## Action Man: A.T.O.M.
Hecha caricatura con estilo japonés, donde colocaban gestos y expresiones faciales muy estilo anime. Con 2 temporadas que constaba de 52 episodios hecha en Francia emitida por el canal Jetix.
Personajes:
Axel
Hawk
King
Shark
Lioness
Sinopsis:
A.T.O.M. (siglas de Equipo Alpha de Adolescentes en Máquinas) es una serie que narra las aventuras de cinco adolescentes, en la ciudad ficticia de Landmark. Los adolescentes prueban los vehículos y las armas prototipo para Industrias Lee, y utilizan estos prototipos para combatir a criminales, particularmente al sádico Alexander Paine. En la segunda temporada deben enfrentarse al Sr. Lee y su equipo de clones (cabe destacar que también son clones del equipo Atom) y evitar que Lee gobierne el mundo y convierta a todos en híbridos y descubrir la verdad sobre el padre de Áxel, Sebastián Mani.

## Películas
Las películas fueron creadas poco después de la serie 3d. con los siguientes títulos:
- Action Man Robot Atak
- ActionMan II X Mission
- ActionMan III Código gangrena